# Aspidistra sutepensis
Aspidistra sutepensis là một loài thực vật có hoa trong họ Măng tây. Loài này được K.Larsen mô tả khoa học đầu tiên năm 1961.